# Jonathan Swift
Jonathan Swift (30 tháng 11 năm 1667 – 19 tháng 10 năm 1745) – là nhà thơ, nhà văn trào phúng Ai-len gốc Anh, tác giả của những tác phẩm nổi tiếng như: Gulliver's Travels, A Modest Proposal, A Journal to Stella, Drapier's Letters, The Battle of the Books, An Argument Against Abolishing Christianity, và A Tale of a Tub.

## Tiểu sử
Swift sinh ở Dublin, trong một gia đình theo đạo Tin lành. Bố là một công chức, mất khi Swift chưa ra đời. Cậu bé Jonathan được chú dạy dỗ và sau đó được học ở những trường tốt nhất Ai-len thời đó: đầu tiên là trường Kilkenny College, sau đó là Trinity College.
Nội chiến bùng nổ ở Ai-len sau khi vua James II bị phế truất (1686), Swift sang Anh mấy năm. Ở đây Swift làm thư ký cho ngài William Temple. Cũng trong thời gian này Swift yêu say đắm cô Esther Johnson – một cô gái mồ côi được Swift dạy học và có vẻ như hai người đã bí mật cưới nhau.
Năm 1690 Swift trở lại Ai-len mặc dù vẫn thường xuyên về thăm William Temple. Năm 1692 Swift nhận bằng thạc sĩ ở Đại học Oxford. Năm 1694 trở thành linh mục Anh giáo và phục vụ ở nhà thờ Kilroot thuộc Giáo hội Ireland nhưng chỉ được một thời gian ngắn ông đã quay trở về với ngài William Temple. Những năm 1696 – 1699 Swift sáng tác những tác phẩm đầu tiên: Cuộc chiến của sách (The Battle of the Books) và Chuyện về cái thùng (A Tale of Tub). Những tác phẩm này được in năm 1704.
Năm 1699 William Temple mất, Swift đi tìm những mạnh thường quân ở London nhưng không thành công. Năm 1700 Swift được bổ nhiệm làm linh mục ở nhà thờ Saint Patrick ở Dublin. Có một lần dân chúng tụ tập ở quảng trường trước nhà thờ để chờ xem nhật thực và đám đông này rất ồn ào. Swift cảm thấy rất bực mình và lệnh cho người truyền đến đám đông dân chúng rằng linh mục đã quyết định hủy nhật thực. Thế là đám đông lặng lẽ giải tán về nhà.
Những năm 1720 – 1736 Swift sáng tác những bài thơ hay nhất và viết Gulliver du ký (Gulliver’s Travels), trở thành tác phẩm kinh điển của văn học Anh và thế giới. Thoạt nhìn Gulliver du ký là một cuộc phiêu lưu vui nhộn, một cuốn sách cho trẻ em. Thực ra đây là một tác phẩm châm biếm sâu sắc: Swift chỉ ra điều nực cười của dân chúng dựa trên hoàn cảnh chính trị xã hội nước Anh thế kỷ 18. Đầu tiên Gulliver lạc vào Lilliput, xứ sở của người lùn. Những hiềm khích chính trị, những mưu kế cung đình, những ghen tỵ vặt vãnh đời thường của cư dân Lilliput trở nên đặc biệt buồn cười trong một xã hội thu nhỏ như vậy. Sau đấy Gulliver đến Brobdingnag, xứ sở của những gã khổng lồ. Khi Gulliver ca ngợi nước Anh thì họ cảm thấy buồn cười như khi chính Gulliver nực cười thói hư danh của người Lilliput vậy. Tiếp theo đấy, Gulliver đến Laputa, Balnibarbi, Luggnagg, Glubbdubdrib… Người dân ở những xứ sở này cố chấp và thông thái rởm. Cuối cùng Gulliver đến xứ ngựa người Houyhnhnms, vương quốc của những chú ngựa thông minh, những thú vật mang hình người nói lên sự sa đọa của con người sẽ là không có giới hạn nếu để cho dục vọng thống trị cả lý trí. Những từ Lilliput, Yahoo… do Swift nghĩ ra đã đi vào rất nhiều ngôn ngữ của thế giới như là nguyên ngữ.
Jonathan Swift mất ngày 19 tháng 10 năm 1745 ở Dublin.

## Tác phẩm
- Dissensions in Athens and Rome (1701)
- The Tale of a Tub (1704)
- The Battle of the Books (1704)
- Bickerstaff Predictions for 1708 (1707)
- The Sentiments of a Church of England Man (1708)
- Arguments against Abolishing Christianity (1708)
- Letter upon the Sacramental Test (1708)
- Project for the Advancement of Learning (1709)
- Ancient Prophecy (1709)
- Sid Hamet’s Rod (1710)
- Meditation upon a Broomstick (1710)
- Short Character of the Earl of Wharton (1710)
- The Conduct of the Allies (1711)
- The Representation of the House of Commons on the State of the Nation (1711)
- An Address of Thanks to the Queen (1711)
- Proposal for Correcting, Improving, and Ascertaining the English Tongue (1712)
- Reflections on the Barrier Treaty (1712)
- Remarks on the Bishop of Sarum's Introduction to His Third Volume of the History of the Reformation (1712)
- Journal to Stella (1710-13)
- Free Thoughts on the State of Public Affairs
- Cadenus and Vanessa (1713)
- A Proposal for the Universal Use of Irish Manufactures, &c. (1720)
- The Drapier’s Letters (1724)
- Gulliver’s Travels (1726)
- Miscellanies (1727)
- A short view of the state of Ireland (Dublin, Harding, 1727/1728).
- A Modest Proposal for Preventing the Children of Poor People from Being a Burthen (1729)
- A Letter from the Grand Mistress of the Female Free-Masons to Mr. Harding, the Printer (1731?)
- The Day of Judgment (1731)
- Verses on the Death of Dr Swift (1731)
- Rhapsody of Poetry (1735?)
- The Legion Club (1736)

## Một số bài thơ
| Ta – người mở ra ý nghĩa của chúng Và người đầu tiên đưa vào sử dụng. St. John và Pultney vẫn biết rằng Với văn xuôi ta đã có thành công Có những ngày ta đã từng mau mắn Bằng ngòi bút chiến thắng ngài bộ trưởng. Thế mà giờ, thay vì đọc của ta Họ đọc bài đả kích của người ta. Khi bắt buộc ta điều này chứng kiến Thử hỏi ta không căm thù sao đặng? Thì cứ để số phận ta gửi đến Chỉ kẻ thù chứ không bao giờ bạn Ta sẵn sàng chịu đựng những thứ đầu Mà không bao giờ chịu được thứ sau. Và như vậy, viết xong phần nhập đề Ta chuyển sang phần chính của trường ca. Bản dịch của Nguyễn Viết Thắng | Which I was born to introduce, Refin'd it first, and shew'd its Use. St.JOHN, as well as PULTNEY knows, That I had some Repute for Prose; And till they drove me out of Date, Could maul a Minister of State: If they have mortify'd my Pride, And made me throw my Pen, aside; If with such Talents Heav'n hath blest 'em Have I not Reason to detest 'em? To all my Foes, dear Fortune, send Thy Gifts, but never to my Friend; I tamely can endure the first, But, this with Envy makes me burst. Thus much may serve by way of Proem, Proceed we therefore to our Poem. |